# Escuela Metropolitana de Arte Dramático
La Escuela Metropolitana de Arte Dramático (EMAD) es un instituto superior no universitario argentino. Ubicado en la calle Sarmiento 2573, Buenos Aires.
Ofrece las carreras de Puesta en Escena y Escenografía, y los cursos de Dramaturgia. Depende del gobierno de la ciudad de Buenos Aires y es junto al IUNA una de las instituciones más importantes en autoridad de teatro para Argentina y Latinoamérica.
Sus orígenes se remontan a 1965 como extensión del instituto Labardem. En 1974, gracias a un aumento de convocatoria, gana la autonomía. En 1983 con el retorno de la democracia se amplía la oferta educativa con la creación de la carrera de Puesta en escena y la implementación del turno matutino. El 28 de diciembre de 2001 adquiere carácter de instituto superior no universitario.
La EMAD desarrolla sus actividades en una Sede Central y dos Anexos:
Sede Central:
- Se dicta el Taller de Dramaturgia.
- Se ofrecen Talleres extracurriculares, tanto para alumnos como para la comunidad en general.
- Los días sábados se dedican al dictado de seminarios obligatorios para alumnos.
- Los fines de semana las aulas se destinan a ensayos de distintas obras o escenas solicitadas por los docentes.
- Algunos fines de semana también se realizan muestras pedagógicas, así como diversas actividades artísticas (“maratones”, varietés, recitales, peñas, etc.) organizadas por la Asociación Cooperadora y el Centro de Estudiantes de la institución.
- Entre turnos se utilizan las aulas para ensayos y preparación de clases especiales.
- Se dictan algunas materias de Puesta en Escena y del Curso de Escenografía, fomentando el intercambio entre los alumnos de las distintas carreras.
- En esta sede se encuentran la biblioteca y la sala de lectura de la Institución. También cuenta con una videoteca y sala de video.
Anexo I - Jufré:
- Se dicta la carrera de Puesta en Escena.
- Cuenta con dos salas teatrales totalmente equipadas en las que los alumnos realizan sus espectáculos de promoción y graduación.
- Durante el primer cuatrimestre, algunos egresados del año anterior continúan realizando funciones de sus obras abiertas a la comunidad. La sede funciona como un pequeño teatro de barrio y se profundiza el vínculo con los vecinos, quienes valoran cada vez más las actividades de la EMAD.
- Cuenta con una sala de video.
Anexo II -  Leiva:
- Se dicta el Curso de Escenografía.
- Los sábados se desarrolla un Taller Interdisciplinario donde los alumnos se ejercitan en distintas técnicas de diseño y realización.
- Se dictan seminarios extracurriculares, dirigidos tanto a alumnos regulares como a egresados, siempre relacionados con lo escenoplástico y sus aplicaciones en la puesta en escena.